# 사증

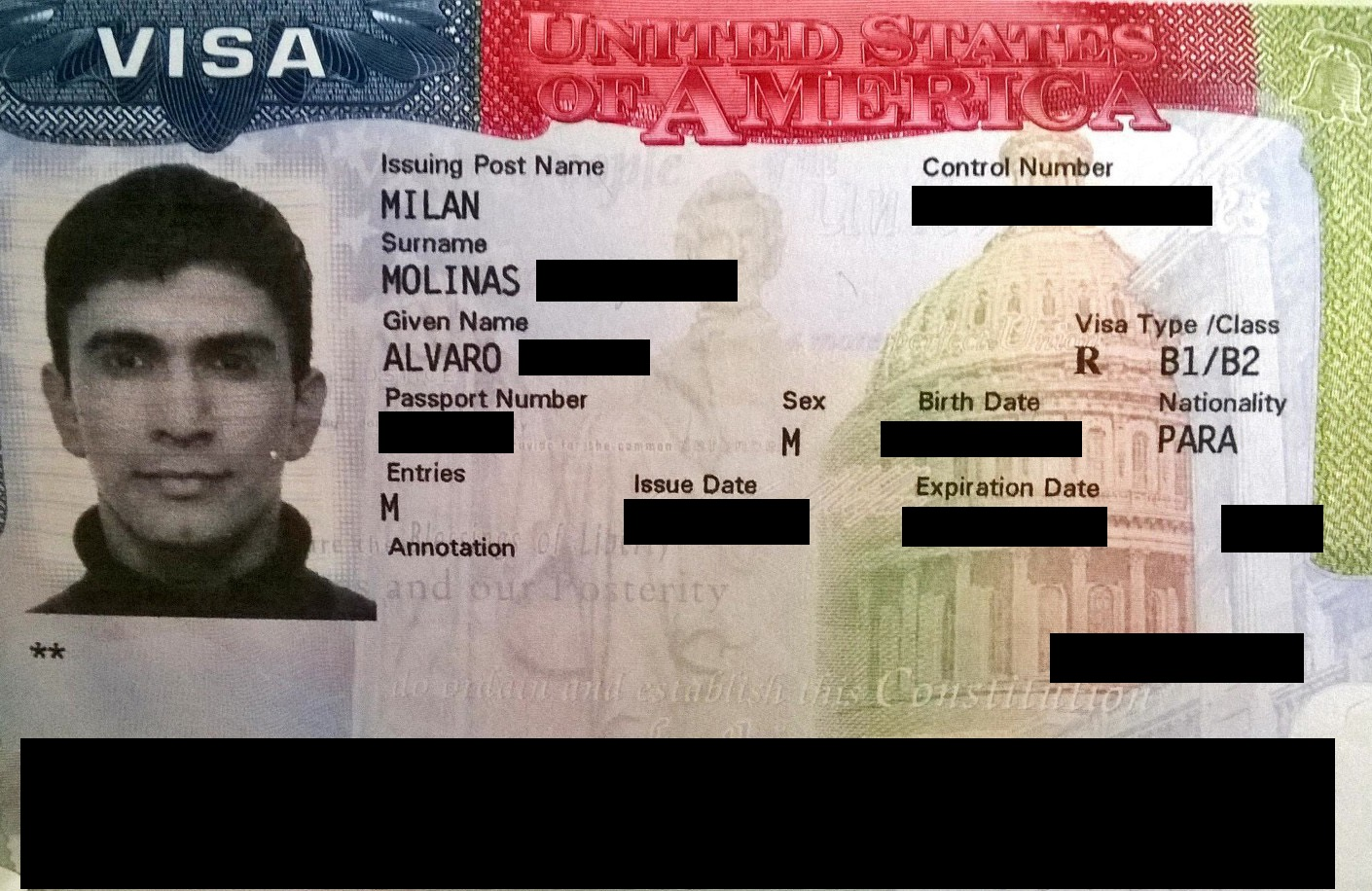

사증(査證) 은 비자(visa)라고도 불려지며, 외국인에 대한 입국 허가 증명이다.
개인이 다른 나라에 가기 위해서는 여권과 함께 사증이 있어야 한다. 사증은 일반적으로 출발국에서 대상국의 영사관으로부터 받으며 다른 나라에서 받을 수도 있다. 하지만 사증은 입국을 위한 전제 조건이고 다른 나라에 입국하기 위해서는 그 나라에서 입국 심사를 통해 최종 입국 허가를 받아야 한다.
제1차 세계대전 이후 간첩행위를 막는 목적으로 도입되었으며 현재는 이민 문제와 일자리 등에 대한 문제 때문에 입국을 제한하기 위해 사증 제도를 시행하고 있다. 캐나다(6개월), 뉴질랜드(2개월)와 같은 경우에는 일정 기간 이상을 체류하려면 사증을 받아야 한다.

## 역사
19세기 말과 20세기 초 서유럽에서는 일반적으로 한 국가에서 다른 국가로 이동할 때 여권과 비자가 필요하지 않았다. 기차로 여행하는 사람들의 상대적으로 빠른 속도와 대규모 이동으로 인해 일반 여권 통제가 사용되었다면 병목 현상이 발생했을 것이다. 여권과 비자는 일반적으로 제1차 세계 대전 이후부터 여행 서류로 필요해졌다.
그 시점까지 여권과 비자는 일반적으로 동일한 유형의 여행 서류였다. 현대 사회에서는 비자가 별도의 2차 여행 서류가 되었으며 여권이 주요 여행 서류 역할을 했다.

## 무사증 입국
관광 산업 진흥, 세계 여러 국가와의 우호 증진 등의 목적으로 단기간 체류할 경우 특정 국가의 국민에게 사증 없이 입국을 허가해주기도 한다. 몰디브, 세이셸과 같이 모든 국가의 국민에게 사증 없이 입국을 허용하기도 하고, 싱가포르, 아이티, 이집트와 같이 일부 국가의 국민에게만 사증을 요구하는 경우도 있다. 동티모르와 지부티는 일정 액수의 수수료를 지불하면 도착 시 사증을 발급한다.

## 같이 보기
- 대한민국 사증
- 미국 사증(United States visas)
- 사증 면제 프로그램(VWP)
- 여권
- 이민
- 불법체류